# Clonodia
Clonodia là một chi thực vật có hoa trong họ Malpighiaceae.

## Loài
Chi Clonodia gồm các loài: